# Wong Miew Kheng
Wong Miew Kheng (* 23. Juli 1981) ist eine malaysische Badmintonspielerin. 

## Karriere
Wong Miew Kheng nahm 2001 an den Badminton-Weltmeisterschaften und den Südostasienspielen teil, ein Jahr später startete sie bei den Asienspielen. Beim Smiling Fish 1999 wurde sie Dritte ebenso wie bei den Polish International 2000 und den Sri Lanka International 2006. 2004 vertrat sie Malaysia im Uber Cup.